# فضيل بومالة
فضيل بومالة، ناشط سياسي وصحفي سابق في التلفزيون الجزائري، ومكلف بالإعلام في المجلس الشعبي الوطني، وواحد من مؤسسي التنسيق الوطني للتغيير والديمقراطية.

## سيرة شخصية
ولد فضيل بومالة في دائرة الطاهير، ولاية جيجل. اجتاز تعليمه المدرسي في بلدته حيث حصل على شهادة بكالوريا بتخصص آداب عربية في ثانوية نصري رمضان، ثم درس العلوم الاجتماعية في جامعة الجزائر وحصل على درجة ماجستير. عمل صحفيا ومقدم برامج في التلفزبون الجزائري في أواخر التسعينيات وأوائل أعوام الـ2000، حيث قدم برنامج الجليس. عين عام 2005 مكلفا بالإعلام في المجلس الوطني الشعبي.
شارك في الحراك الاحتجاجي في عام 2011 وكان واحدا وهو أحد منظمي التنسيقة الوطنية للتغيير والديمقراطية.
كما شار في الاحتجاجات التي شهدتها الجزائر عام 2019، واعتقل في 18 سبتمبر، ، حيث طالب النائب العام بالسجن لمدة عام وغرامة قدرها 100 ألف دينار خلال محاكمته يوم 23 فبراير 2020 في محكمة دار البيضاء بالجزائر العاصمة، إلا أنه برّئ في جلسة 11 مارس 2020.
في 14 يونيو 2020، ألقي القبض عليه مرة أخرى خارج منزله ووضعه قاضي التحقيق بموجب أمر قضائي. وحوكم بتهم «التحريض على التجمع غير المسلح» و«إهانة هيئة نظامية وعرض منشورات من شأنها الإضرار بالمصلحة الوطنية»، وقد استمرت القضية لعدة جلسات إلى أن برأته المحكمة في ديسمبر من نفس العام.